# BV De Graafschap in het seizoen 1972/73
Het seizoen 1972/1973 was het 19e jaar in het bestaan van de Doetinchemse betaaldvoetbalclub De Graafschap. De club kwam uit in de Eerste divisie en eindigde daarin op de vierde plaats, in de nacompetitie voor promotie werd een eerste plek afgedwongen en promoveerde de club naar de Eredivisie. Tevens deed de club mee aan het toernooi om de KNVB beker, hierin werd in de eerste ronde, na verlenging, verloren van Vitesse (1–2).

## Wedstrijdstatistieken

### Eerste divisie
|       | SC Cambuur | FC Dordrecht | Eindhoven | Fortuna | Fortuna SC | Heerenveen | Helmond Sport | Heracles | HVC   | PEC Zwolle | Roda JC | SVV   | Veendam | Vitesse | Volendam | De Volewijckers | FC VVV | Wageningen | Willem II |
| ----- | ---------- | ------------ | --------- | ------- | ---------- | ---------- | ------------- | -------- | ----- | ---------- | ------- | ----- | ------- | ------- | -------- | --------------- | ------ | ---------- | --------- |
| Thuis | 1 – 1      | 0 – 0        | 2 – 0     | 1 – 0   | 3 – 1      | 0 – 0      | 2 – 2         | 3 – 0    | 1 – 1 | 1 – 2      | 2 – 1   | 2 – 0 | 2 – 0   | 0 – 0   | 3 – 2    | 4 – 0           | 0 – 0  | 1 – 2      | 2 – 1     |
| Uit   | 1 – 1      | 0 – 2        | 1 – 1     | 1 – 0   | 1 – 1      | 2 – 2      | 0 – 0         | 1 – 3    | 1 – 1 | 0 – 2      | 2 – 0   | 1 – 1 | 1 – 1   | 0 – 2   | 2 – 1    | 2 – 2           | 1 – 1  | 4 – 0      | 0 – 1     |

### Nacompetitie
| Nacompetitie                                                                                             | De Graafschap                            | 1 – 1 (0 – 1) | PEC Zwolle                                                                           |
| 27 mei 1973 Plaats: Doetinchem De Vijverberg Toeschouwers: 12.000 Scheidsrechter: Jan Keizer             | André van der Ley 68'                    |               | 21' Jan Hoogendoorn                                                                  |
| Nacompetitie                                                                                             | Volendam                                 | 2 – 1 (1 – 1) | De Graafschap                                                                        |
| 31 mei 1973 Plaats: Volendam Sportlaan Toeschouwers: 11.000 Scheidsrechter: Arie van Gemert              | Jack Hoogland 29' Wim Kwakman 83'        |               | 30' Theo van Toledo                                                                  |
| Nacompetitie                                                                                             | De Graafschap                            | 2 – 1 (1 – 0) | Wageningen                                                                           |
| 3 juni 1973 Plaats: Doetinchem De Vijverberg Toeschouwers: 12.000 Scheidsrechter: Henk Geurens           | Gerrie Deijkers 16', 59' (pen.)          |               | 85' Arno Wellerdieck                                                                 |
| Nacompetitie                                                                                             | Wageningen                               | 0 – 1 (0 – 1) | De Graafschap                                                                        |
| 6 juni 1973 Plaats: Wageningen De Wageningse Berg Toeschouwers: 11.000 Scheidsrechter: Ben Hoppenbrouwer |                                          |               | 25' Gerrie Deijkers                                                                  |
| Nacompetitie                                                                                             | De Graafschap                            | 1 – 0 (1 – 0) | Volendam                                                                             |
| 11 juni 1973 Plaats: Doetinchem De Vijverberg Toeschouwers: 12.000 Scheidsrechter: Theo Boosten          | Gerrie Deijkers 17'                      |               |                                                                                      |
| Nacompetitie                                                                                             | PEC Zwolle                               | 2 – 4 (1 – 1) | De Graafschap                                                                        |
| 17 juni 1973 Plaats: Zwolle Oosterenkstadion Toeschouwers: 13.000 Scheidsrechter: Joop Vervoort          | Jan Hoogendoorn 9' Lody Kragt 79' (pen.) |               | 32' Gerrie Deijkers 52' Chris de Vries 69' André van der Ley 85' (e.d.) Ben Hendriks |

### KNVB beker
| 1e ronde                                           | Vitesse                                | 2 – 1 (0 – 0, 1 – 1) Na verlenging | De Graafschap        |
| 29 oktober 1972 Plaats: Arnhem Nieuw-Monnikenhuize | Herman Veenendaal 75' Bennie Hofs 107' |                                    | 78' Henny Oosterveld |

## Statistieken De Graafschap 1972/1973

### Eindstand De Graafschap in de Nederlandse Eerste divisie 1972 / 1973
| Stand | Gespeeld | Gewonnen | Gelijk | Verloren | Punten | Doelpunten voor | Doelpunten tegen |
| ----- | -------- | -------- | ------ | -------- | ------ | --------------- | ---------------- |
| 4e    | 38       | 15       | 17     | 6        | 47     | 52              | 34               |

### Topscorers
| #                 | Naam              | Goal |
| ----------------- | ----------------- | ---- |
| 1.                | Jaap de Blaauw    | 7    |
| 1.                | Guus Hiddink      | 7    |
| 1.                | Wim Meijers       | 7    |
| 4.                | Gerrie Deijkers   | 5    |
| 4.                | Sietze Veen       | 5    |
| 4.                | Chris de Vries    | 5    |
| 7.                | André van der Ley | 4    |
| 8.                | Theo van Londen   | 3    |
| 8.                | Koen Poulus       | 3    |
| 10.               | Henk Overgoor     | 2    |
| 11.               | André Koster      | 1    |
| 11.               | Gerrie Veerman    | 1    |
| 11.               | Roel Zaaijer      | 1    |
| Onbekend doelpunt |                   |      |
| –                 | Onbekend          | 1    |
| Totaal            | Totaal            | 52   |

| #              | Naam                      | Goal |
| -------------- | ------------------------- | ---- |
| 1.             | Gerrie Deijkers           | 5    |
| 2.             | André van der Ley         | 2    |
| 3.             | Theo van Toledo           | 1    |
| 3.             | Chris de Vries            | 1    |
| Eigen doelpunt |                           |      |
| –              | Ben Hendriks (PEC Zwolle) | 1    |
| Totaal         | Totaal                    | 10   |

| #      | Naam             | Goal |
| ------ | ---------------- | ---- |
| 1.     | Henny Oosterveld | 1    |
| Totaal | Totaal           | 1    |

## Voetnoten
SC Cambuur ·
FC Dordrecht ·
Eindhoven ·
Fortuna SC ·
Fortuna ·
De Graafschap ·
Heerenveen ·
Helmond Sport ·
Heracles ·
HVC ·
PEC Zwolle ·
Roda JC ·
SVV ·
Veendam ·
Vitesse ·
Volendam ·
De Volewijckers ·
FC VVV ·
Wageningen ·
Willem II